# Ромашкино (Костромская область)
Рома́шкино — деревня в Октябрьском районе Костромской области России. Входит в состав Новинского сельского поселения.

## История
В 1966 году указом Президиума Верховного Совета РСФСР деревня Грязная переименована в Ромашкино.

## Население
| 2008 | 2010 | 2014 |
| ---- | ---- | ---- |
| 1    | ↘0   | →0   |